# Código de ética en los medios
El código ético en los medios se creó por sugerencia de la Comisión Hutchins de 1947. Sugirieron que los periódicos, las emisoras y los periodistas habían comenzado a ser más responsables del periodismo y pensaban que deberían rendir cuentas.

## Directrices originales
Las directrices se establecieron en torno a dos ideas importantes. La primera es que "quien disfruta de un grado especial de libertad, como un periodista profesional, tiene la obligación ante la sociedad de hacer un uso responsable de sus libertades y poderes".  Esta directriz es útil para que las personas con poder puedan ser consideradas responsables en caso de que sus acciones no sean profesionales. Las personas que tienen una gran atención mediática no deben abusar del poder. La segunda directriz que se estableció es "el bienestar de la sociedad es primordial, más importante que las carreras individuales o incluso que los derechos individuales".  De nuevo, puede causar una manipulación a la verdad de una historia responsabilizando a las personas de sus actos y afirmando que la sociedad es más importante debido al gran número de personas que podrían verse afectadas por un mal comportamiento.
La Comisión Hutchins añadió otras cinco directrices específicas para la prensa.
1. "Presentar noticias significativas, precisas y separadas de la opinión".
2. "Servir de foro para el intercambio de comentarios y críticas y ampliar el acceso a diversos puntos de vista".
3. "Proyectar una imagen representativa de los grupos constituyentes de la sociedad evitando estereotipos mediante la inclusión de grupos minoritarios".
4. "Aclarar los objetivos y valores de la sociedad; estaba implícito un llamamiento a evitar la complacencia con el mínimo común denominador".
5. "Dar una amplia cobertura de lo que se sabía sobre la sociedad". [1]

Todas estas directrices son importantes porque se necesita que la prensa mantenga un punto de vista neutral, proporcionando los hechos básicos y permitiendo que los lectores se formen sus propias opiniones a partir de las noticias que informan.
Estas directrices proporcionan el marco y la inspiración para el Código Deontológico del Periodismo del Cuarto Poder y el Código de Ética de la Sociedad de Periodistas Profesionales.

## Cuarto Poder: Código de Prácticas del Periodismo
El Cuarto Poder ofrece un Código deontológico claro y detallado para cualquiera que pretenda hacer un periodismo ético y basado en principios, con independencia de su formación, situación laboral o medio de difusión. Este código es igualmente pertinente para los periodistas profesionales y para quienes, fuera de la profesión, pretenden informar con honestidad y equidad sobre los acontecimientos y asuntos relevantes para su comunidad.

### Exactitud
La precisión es el valor primordial del periodismo.
- Asegúrese de que todos los datos de su trabajo sean exactos.
- No omita hechos que sean importantes para comprender lo que está informando.
- El contexto suele ser fundamental para obtener informes precisos. Asegúrese de que se proporcione el contexto adecuado.
- Distinguir claramente entre hecho y afirmación u opinión. [1]

### Independencia
La independencia frente al control estatal, los intereses empresariales, las fuerzas del mercado o cualquier otro interés creado o presión externa es un sello distintivo del periodismo imparcial, crítico y fiable. Refuerza la legitimidad y la credibilidad ante el público.
- Haga sus propios juicios editoriales basándose únicamente en una cuidadosa consideración de todos los hechos.
- No se deje influenciar por intereses políticos, sectoriales o comerciales.
- Declarare y gestione cualquier conflicto de intereses, incluidos obsequios, financiación, relaciones publicitarias y viajes o servicios gratuitos o con descuento. [1]

### Imparcialidad
Imparcialidad significa no tener prejuicios a favor o en contra de ninguna ideología, idea o preconcepción en particular. La imparcialidad requiere equidad y equilibrio que se atengan al peso de las pruebas: permite al periodista dar sentido a los acontecimientos mediante un análisis imparcial de todos los hechos y perspectivas relevantes.
- Trate todos los hechos de la misma manera, emitiendo juicios editoriales y realizando análisis basados únicamente en el peso de la evidencia.
- No permita que sus propios puntos de vista, preferencias, sesgos o prejuicios afecten su trabajo. Déjelos a un lado.
- No se limite a recitar listas de hechos ni a realizar falsos equilibrios: sopese la evidencia y refleje ese peso en su trabajo.
- Trate de incluir una diversidad adecuada de puntos de vista y otorgue a esos puntos de vista el espacio garantizado por su prominencia e importancia. [1]

### Integridad
La integridad en el periodismo garantiza que las personas y las organizaciones defiendan los valores del periodismo, se esfuercen siempre por hacer lo correcto en todas las situaciones, incluso en detrimento personal o de la organización, y antepongan sus obligaciones con el público.
- Trate a aquellos con quienes trata en su trabajo con respeto y cortesía.
- Identifíquese siempre como periodista, a menos que ocultar información sea esencial para descubrir la verdad en un asunto de importancia pública.
- En la medida de lo posible, busque oportunidades para "mostrar su trabajo", compartiendo con el público la información subyacente que ha recopilado.
- El uso de cualquier forma de recopilación de información secreta (cámaras ocultas, dispositivos de grabación secretos, etc.) puede ser justificable si es esencial para descubrir la verdad en un asunto de importancia pública.
- Brinde a cualquier persona acusada de mala conducta una oportunidad razonable para responder.
- Atribuya la información a su fuente, a menos que esa fuente necesite ser protegida para garantizar que se pueda descubrir la verdad en un asunto de importancia pública. Cuando una fuente necesite anonimato, proporcióneselo.
- No plagie. [1]

### Minimización de daños
Los periodistas deben recordar siempre que están tratando con vidas humanas. El potencial de bien público debe compensar suficientemente el potencial de daño que pueda derivarse de la actividad periodística.
- Tenga en cuenta que su trabajo puede contener contenido que cause daño. Considere cuidadosamente cómo proceder para garantizar que no se causen daños indebidos.
- Evite el uso gratuito de sonidos, imágenes o palabras ofensivas, confrontativas o que induzcan daño.
- Respete los derechos razonables de las personas a la privacidad, a menos que se vean superados por la necesidad de informar sobre un asunto de importancia pública.
- Muestre sensibilidad al tratar con niños, víctimas de delitos o personas que son especialmente vulnerables debido, por ejemplo, a traumas, lesiones, enfermedades u otros factores. [1]

### Compromiso
El compromiso con el público garantiza que el periodismo siga siendo abierto, accesible, colaborativo y participativo, al tiempo que mantiene la responsabilidad del periodista con los más altos niveles de precisión, independencia, imparcialidad e integridad.
- Sus decisiones sobre qué trabajo hacer deben basarse en lo que es relevante y de interés periodístico para la comunidad a la que sirve.
- Establezca y mantenga comunicaciones abiertas con la comunidad.
- Busque comentarios e ideas de la comunidad antes, durante y después de completar su trabajo. [1]

### Rendición de cuentas
La rendición de cuentas es esencial para el ejercicio ético del periodismo y el mantenimiento de la confianza pública. Rendir cuentas de las prácticas de recopilación de noticias y de la información significa asumir compromisos firmes y responsabilizarse de su periodismo y del periodismo de sus compañeros.
- Busque y considere cuidadosamente los comentarios que reciba de la comunidad sobre su trabajo.
- Responda de manera constructiva a cualquier queja, particularmente aquellas relacionadas con asuntos planteados en relación con estos estándares.
- Cuando se encuentren errores o información potencialmente incompleta o engañosa, se deben realizar correcciones o aclaraciones de manera rápida, destacada y transparente.
- Cuando no se encuentren errores o información incompleta o engañosa, su trabajo no debe modificarse ni eliminarse de ninguna manera material en respuesta a presiones de intereses externos. [1]

## Versión de la Sociedad de Periodistas Profesionales
La Sociedad de Periodistas Profesionales creó un código ético que está en vigor hoy en día. El mantra principal del código es "Busca la verdad y repórtala.".  El código también declara que “Los periodistas deben ser honestos, justos y valientes a la hora de recopilar, informar e interpretar la información”. Los periodistas deberían:
- "Comprobar la exactitud de la información de todas las fuentes y actuar con cautela para evitar errores involuntarios. La distorsión deliberada nunca está permitida".
- "Buscar diligentemente a los sujetos de las noticias para darles la oportunidad de responder a las acusaciones de irregularidades".
- "Identificar las fuentes siempre que sea posible. El público tiene derecho a recibir la mayor cantidad de información posible sobre la fiabilidad de las fuentes".
- "Cuestionar siempre los motivos de las fuentes antes de prometer el anonimato. Aclarar las condiciones adjuntas a cualquier promesa hecha a cambio de información. Cumplir las promesas".
- "Asegurarse de que los titulares, las noticias, el material promocional, las fotografías, los vídeos, los audios, los gráficos, los fragmentos de sonido y las citas no tergiversen la información. No deben simplificar demasiado ni resaltar los incidentes fuera de contexto".
- "Nunca distorsionar el contenido de fotografías o vídeos de las noticias. Siempre se permite mejorar la imagen para mayor claridad técnica. Etiquetar los montajes y las ilustraciones fotográficas".
- "Evitar recreaciones engañosas o escenificaciones. Si la recreación es necesaria para contar una historia, hay que etiquetarla".
- "Evitar métodos encubiertos u otros métodos subrepticios de recopilar información, excepto cuando los métodos abiertos tradicionales no proporcionen información vital para el público. El uso de tales métodos debe explicarse como parte de la historia".
- "Nunca plagiar."
- "Contar la historia de la diversidad y la magnitud de la experiencia humana con audacia, incluso cuando sea impopular hacerlo".
- "Examinar los valores culturales propios y evitar imponerlos a los demás".
- "Evitar los estereotipos por raza, género, edad, religión, etnia, geografía, orientación sexual, discapacidad, apariencia física o condición social".
- "Apoyar el intercambio abierto de opiniones, incluso aquellas que  parezcan repugnantes."
- "Dar voz a los que no la tienen; las fuentes de información oficiales y no oficiales pueden ser igualmente válidas."
- "Distinguir entre promoción y reportaje de noticias. Los análisis y comentarios deben etiquetarse y no tergiversar los hechos o el contenido".
- "Distinguir las noticias de la publicidad y evitar los híbridos que desdibujan las líneas entre ambas".
- "Reconocer la obligación especial de garantizar que los asuntos públicos se lleven a cabo de forma abierta y que los registros gubernamentales estén abiertos a inspección". [1]

Minimizar el daño "Los periodistas éticos tratan a sus fuentes, sujetos y colegas como seres humanos que merecen respeto. Los periodistas deberían: "
- "Mostrar compasión por aquellos que puedan verse afectados negativamente por la cobertura de noticias. Ser especialmente sensible al tratar con niños y fuentes o sujetos inexpertos".
- "Ser sensibles al buscar o utilizar entrevistas o fotografías de aquellos afectados por la tragedia o la culpa".
- "Reconocer que recopilar y reportar información puede causar daño o malestar. La búsqueda de noticias no es una licencia para la arrogancia".
- "Reconocer que los particulares tienen un mayor derecho a controlar la información sobre ellos mismos que los funcionarios públicos y otras personas que buscan poder, influencia o atención. Sólo una necesidad pública imperiosa puede justificar la intrusión en la privacidad de alguien".
- "Mostrar buen gusto. Evitar complacer la curiosidad escabrosa".
- "Ser cuidadosos al identificar a jóvenes sospechosos o víctimas de delitos sexuales".
- "Ser prudentes al nombrar a los sospechosos de delitos antes de presentar formalmente los cargos".
- "Equilibrar los derechos de un sospechoso de un delito a un juicio justo con el derecho del público a ser informado". [1]

Actuar de forma independiente "Los periodistas deben estar libres de obligaciones con cualquier interés que no sea el derecho del público a saber. Los periodistas deberían: "
- "Evitar conflictos de intereses, reales o percibidos".
- "Permanecer libres de asociaciones y actividades que puedan comprometer la integridad o dañar la credibilidad".
- "Rechazar obsequios, favores, honorarios, viajes gratuitos y tratos especiales, y evitar empleos secundarios, participación política, cargos públicos y servicios en organizaciones comunitarias si comprometen la integridad periodística".
- "Revelar conflictos inevitables". (pag. 479)
- "Estar atento y ser valiente a la hora de responsabilizar a quienes tienen el poder".
- "Negar un trato preferencial a los anunciantes e intereses especiales y resistir su presión para influir en la cobertura de noticias".
- "Tener cuidado con las fuentes que ofrecen información a cambio de favores o dinero; evitar pujar por noticias". [1]

Se responsable "Los periodistas son responsables ante sus lectores, oyentes, telespectadores y entre sí. Los periodistas deberían: "
- "Aclarar y explicar la cobertura informativa e invitar al diálogo con el público sobre la conducta periodística."
- "Alentar al público a expresar sus quejas contra los medios de comunicación".
- "Admitir los errores y corregirlos con prontitud".
- "Exponer prácticas poco éticas de periodistas y medios de comunicación".
- "Cumplir con los mismos altos estándares que exigen a los demás". [1]